# Septmoncel les Molunes
Septmoncel les Molunes é uma comuna francesa na região administrativa da Borgonha-Franco-Condado, no departamento de Jura. Estende-se por uma área de 39.91 km². Em 2010 a comuna tinha 838 habitantes (densidade: 21 hab./km²).
Foi criada em 1 de janeiro de 2017, a partir da fusão das antigas comunas de Septmoncel (sede da comuna) e Les Molunes.